# Resolució 1392 del Consell de Seguretat de les Nacions Unides
La Resolució 1392 del Consell de Seguretat de les Nacions Unides fou adoptada per unanimitat el 31 de gener de 2002. Després de recordar les resolucions anteriors sobre Timor Oriental (Timor-Leste), en particular les resolucions 1272 (1999) i 1338 (2001), el Consell va prorrogar el mandat de l'Administració de Transició de les Nacions Unides a Timor Oriental (UNTAET) fins al 31 de maig de 2002.
El Consell de Seguretat va elogiar el treball de la UNTAET i del Representant Especial del Secretari General per establir les bases per a la transició de Timor Oriental a la independència d'Indonèsia. Va recordar l'aprovació de l'Assemblea Constituent per declarar la independència el 20 de maig de 2002. El secretari general Kofi Annan havia recomanat que el mandat fos estès fins que s'assolís la independència i el Consell va esperar propostes del Secretari General per a una missió successora de les Nacions Unides després de la independència.
La UNTAET havia estat reduint la seva dimensió a causa de l'estabilització de la situació a Timor Oriental, i la Resolució 1392 va ser l'última vegada que es va prorrogar el mandat abans de l'establiment de la Missió de Suport de les Nacions Unides a Timor Oriental.